# Tian-tsui

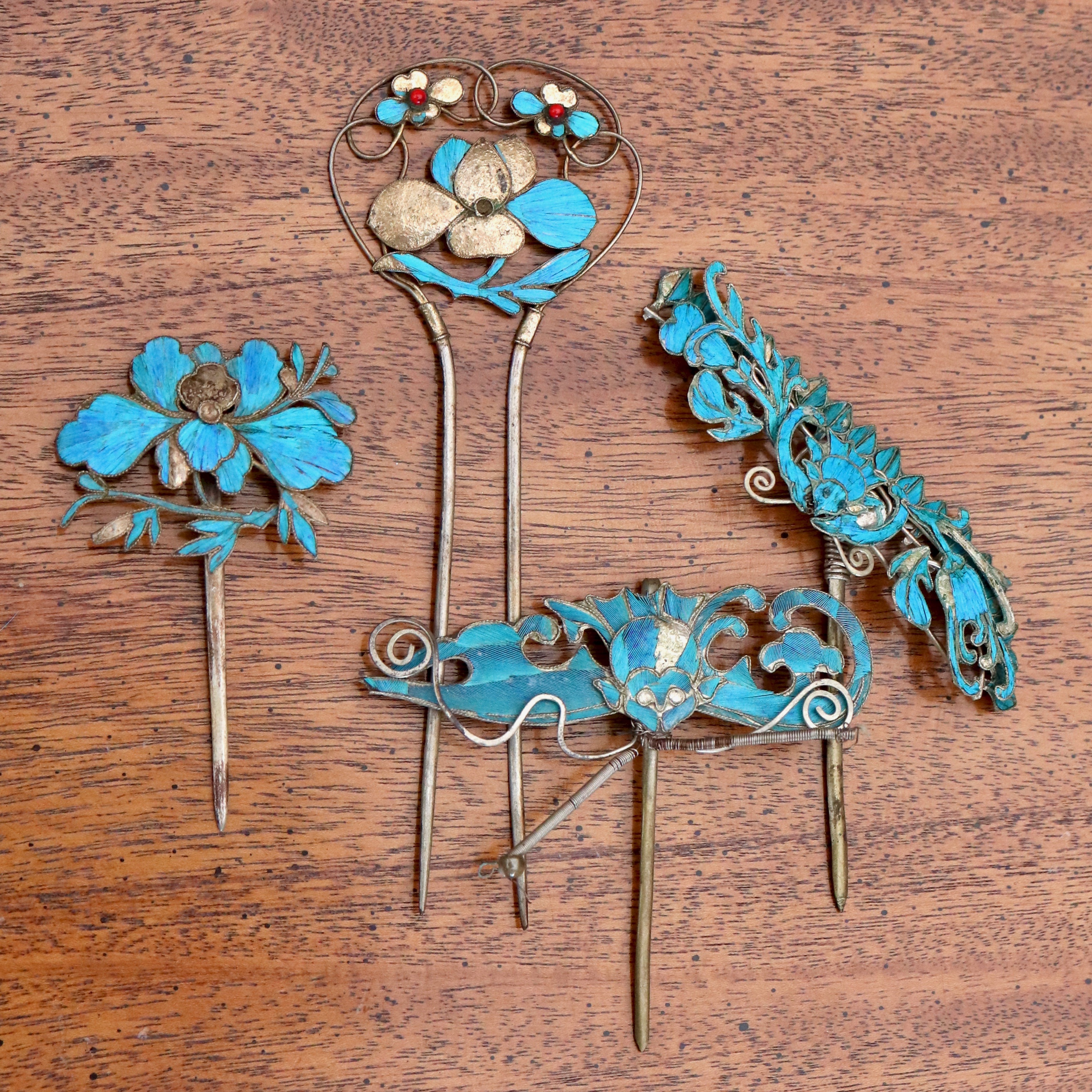
Épingles à cheveux chinoises réalisées avec des plumes de martin-pêcheurs

Le tian-tsui ou diancui (chinois simplifié : 点翠 ; chinois traditionnel : 點翠 ; pinyin : diǎncuì, litt. : pointillé de martin-pêcheur) est un type d'art chinois utilisant des plumes de martin-pêcheur. Depuis 2 000 ans, les Chinois utilisent les plumes bleues irisées des martin-pêcheurs pour incruster des objets d'art et des parures, qu'il s'agisse d'épingles à cheveux, de coiffures, d'éventails, de panneaux ou de paravents. Alors que les collectionneurs d'art occidentaux se sont concentrés sur d'autres domaines de l'art chinois, notamment la porcelaine, la laque, la sculpture, le cloisonné, la soie et les peintures, l'art utilisant des plumes de martin-pêcheurs est relativement inconnu en dehors de la Chine.
Les plumes de martin-pêcheur sont minutieusement découpées et collées sur de l'argent doré. L'effet est semblable à celui du cloisonné, mais aucun émail n'a pu rivaliser avec la couleur bleue électrique. Le bleu est la couleur traditionnelle préférée en Chine.
Comme pour la plupart des couleurs iridescentes et électrisantes des animaux, telles que les ailes des papillons Morpho, la couleur intense des plumes d'oiseaux ne provient pas des pigments de la plume elle-même, mais de la façon dont la lumière est courbée et renvoyée, un peu comme un prisme décompose la lumière blanche en son spectre de couleurs arc-en-ciel. Ces structures microscopiques dans les plumes sont appelées cristaux photoniques.
Les pièces commandées les plus coûteuses utilisaient une espèce de martin-pêcheur du Cambodge. L'exportation était si importante pour répondre à la demande chinoise que le commerce des plumes a peut-être largement contribué à la richesse de l'Empire khmer et a servi à financer la construction des magnifiques temples situés près de Siem Reap, au Cambodge, dont Angkor Wat. Les plus belles pièces d'art du martin-pêcheur étaient réservées aux aristocrates ou aux hauts fonctionnaires du gouvernement chinois.
L'utilisation des plumes de martin-pêcheur a entraîné le massacre de nombreuses espèces de martin-pêcheurs.
Le tian-tsui en tant que forme d'art élevée a pris fin pendant la Guerre civile chinoise dans les années 1940.

## Galerie

Épingles à cheveux
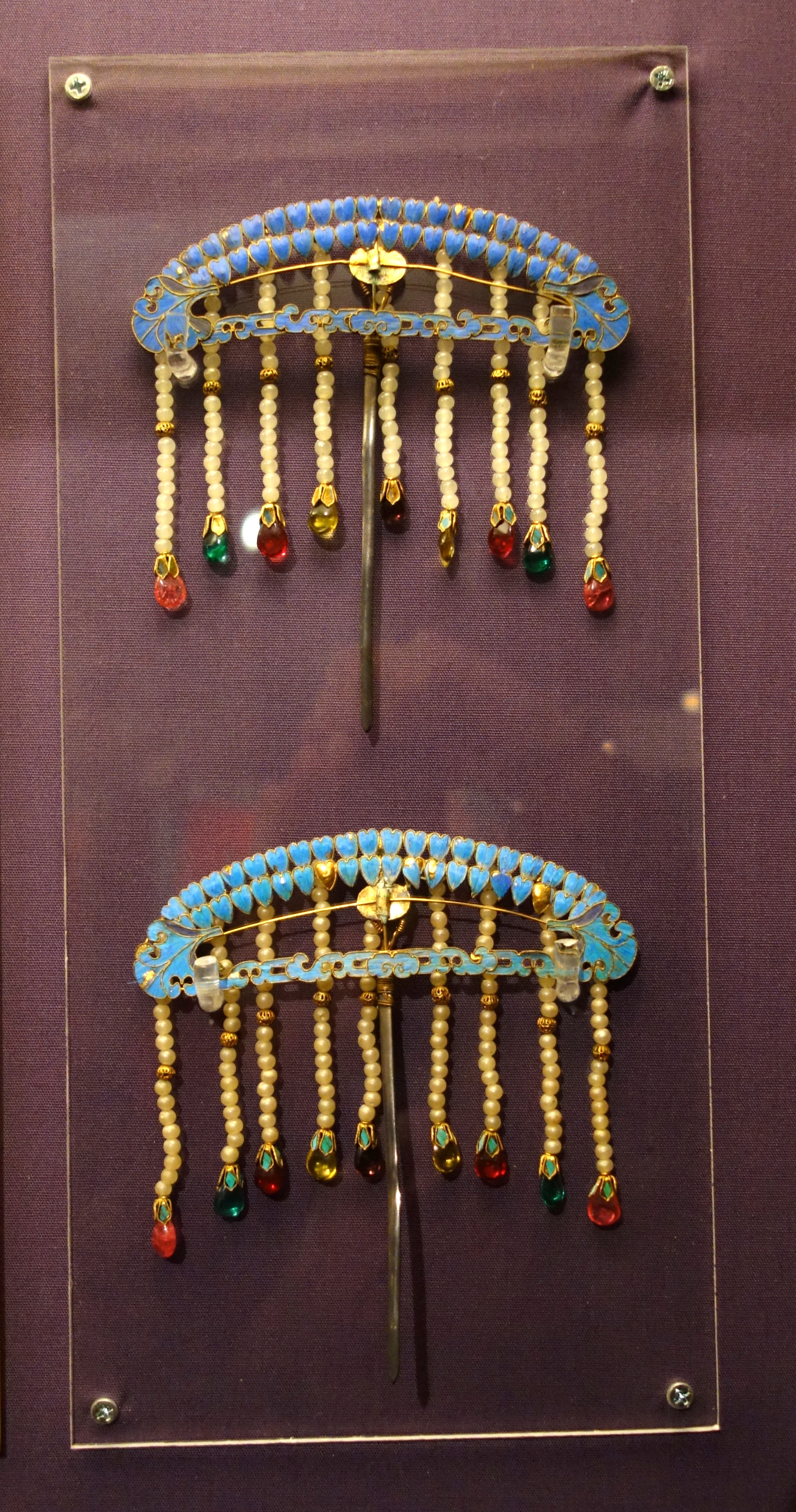
Exposition au Musée d'histoire naturelle Fernbank
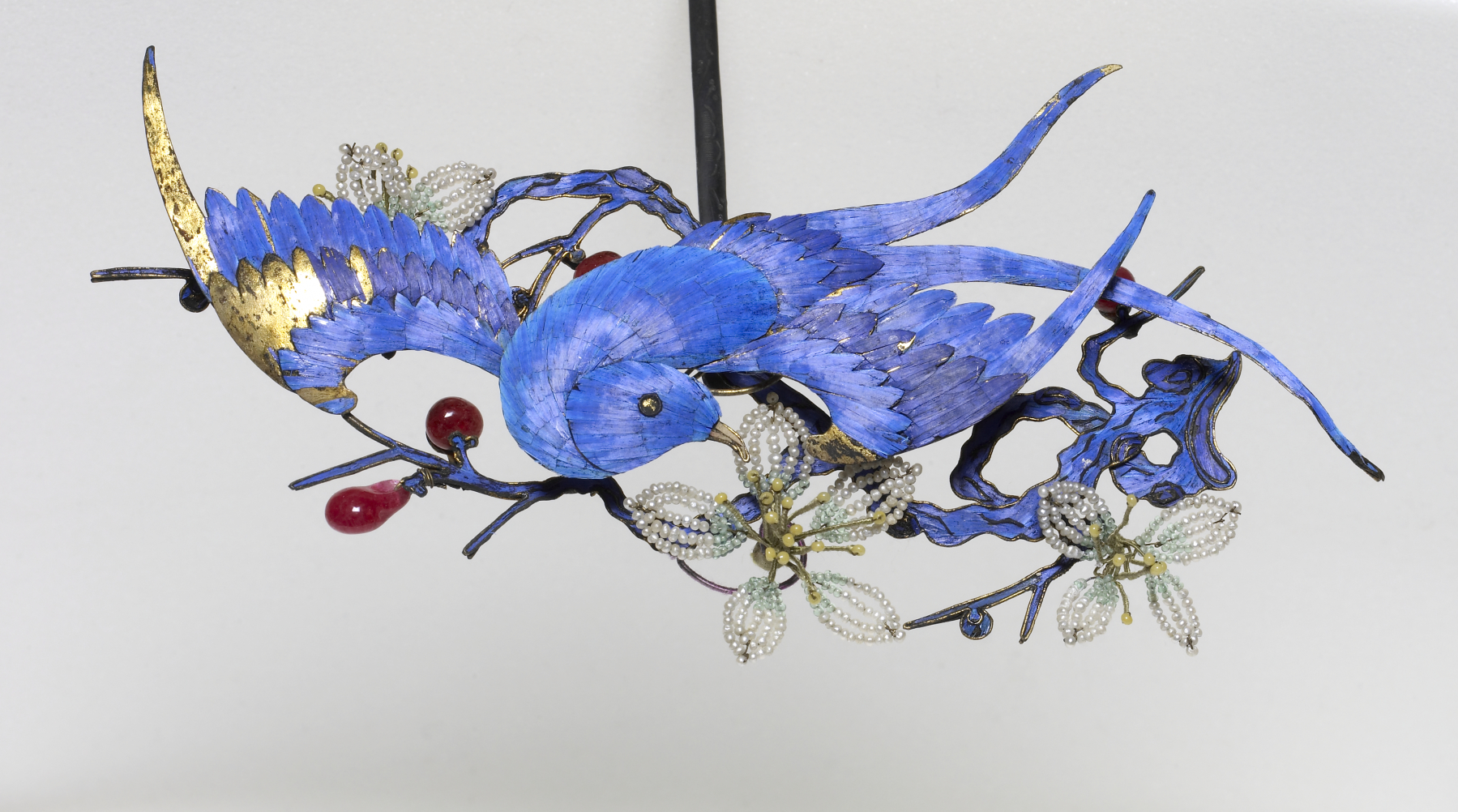
Ornement pour cheveux, Walters Art Museum
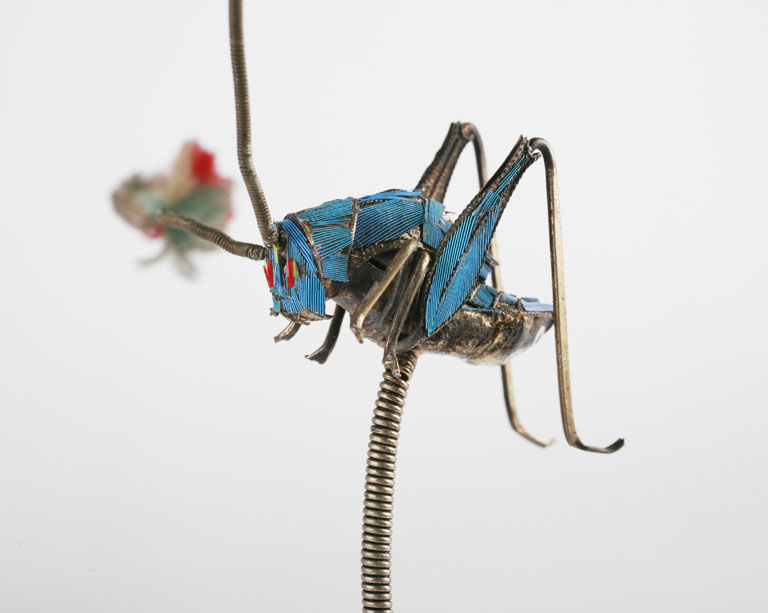
Une épingle à cheveux chinoise en forme de criquet avec des plumes de martin-pêcheur dans la collection permanente du Children's Museum of Indianapolis.

Couronnes et tiares
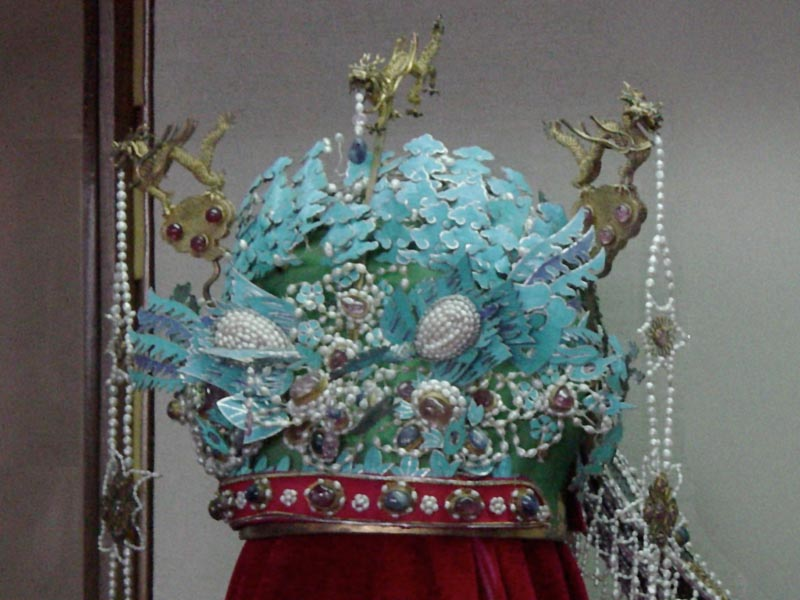
Couronne, dynastie Ming
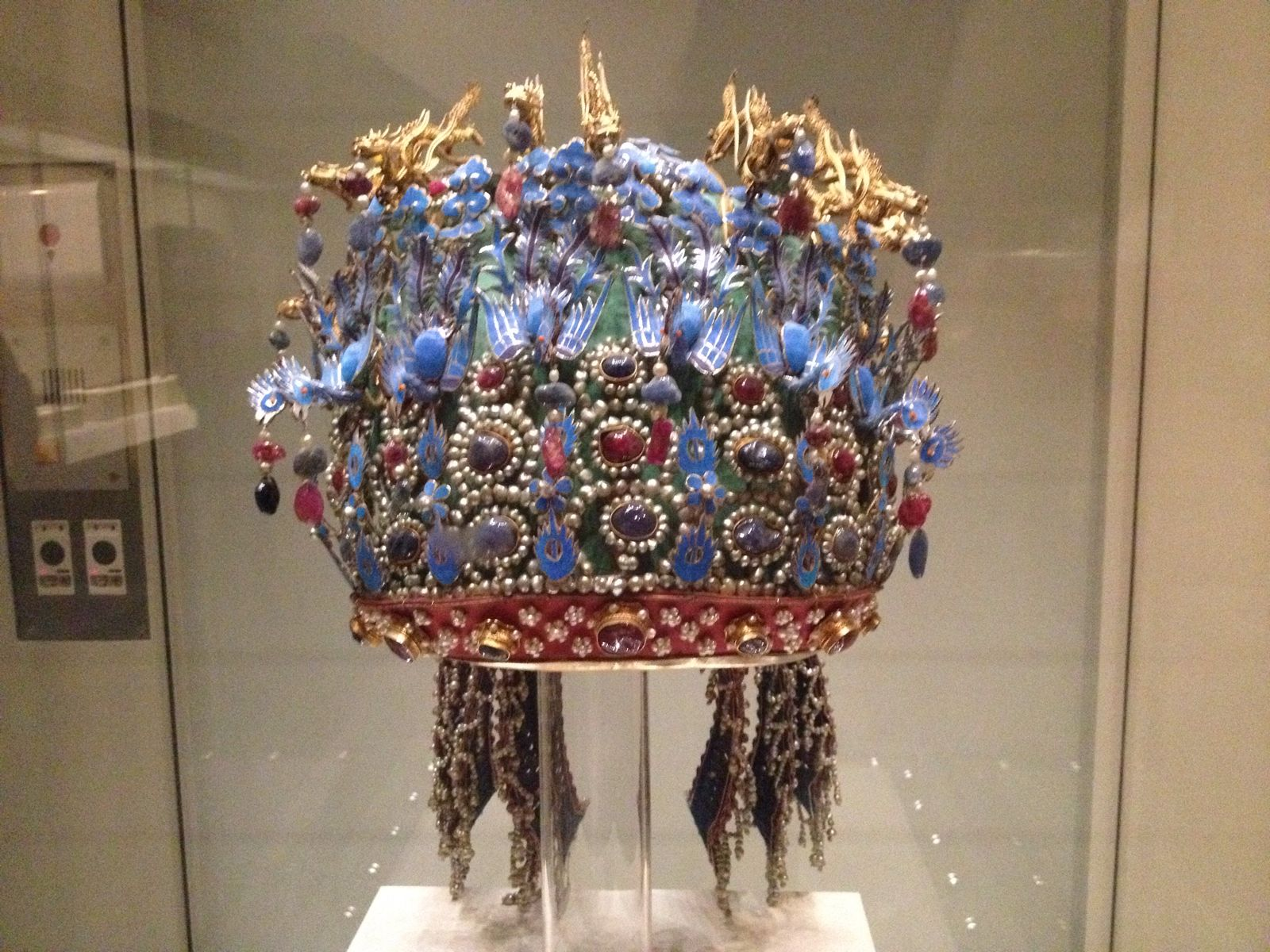
Couronne
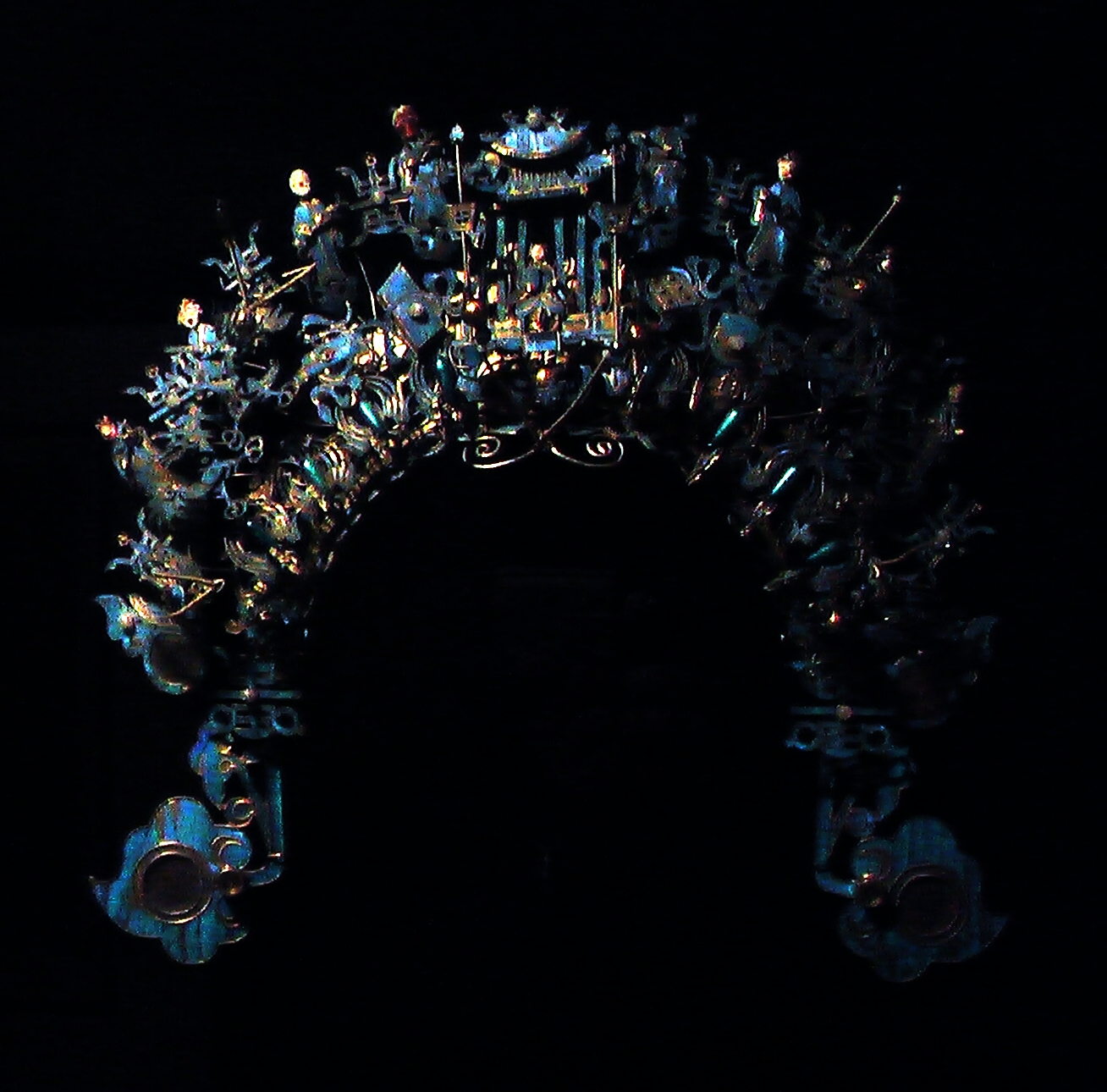
Tiare, XIXe siècle

## Sources
- Beverley Jackson, Kingfisher Blue: Treasures of an Ancient Chinese, Ten Speed Press, 2001.
- Marielle Brie,  Les bijoux en plumes de martin-pêcheurs